# Platysalpingus approximatus
Platysalpingus approximatus is een keversoort uit de familie platsnuitkevers (Salpingidae). De wetenschappelijke naam van de soort werd in 1919 gepubliceerd door Kenneth Gloyne Blair.